# Адлер, Валентина Альфредовна
Валентина «Дина» Альфредовна Адлер (нем. Valentina "Dina" Alfredowna Adler; 5 мая 1898, Вена, Австро-Венгрия — 6 июля 1942, Акмолинск, Казахская ССР, СССР) — деятельница Коммунистической партии Австрии, публицист.

## Биография
Старшая дочь в семье Раисы и Альфреда Адлеров. В семье также были сёстры Александра и Корнелия и брат Курт.
Окончила Венский университет, экономический факультет (доктор наук). В 1918 году, в конце Первой мировой вступила в Социал-демократическую партию Австрии, а в 1919 году — в Коммунистическую партию. В 1921 году переехала в Берлин, где вступила в Компартию Германии и работала в торговом агентстве. В 1924 году вышла замуж за венгерского коммуниста Дьюлу Шаша, деятеля Коминтерна, известного под прозвищем «Джулио Аквила» (итал. Giulio Aquila).
Вместе с Манесом Шпербером Адлер работала в Отдельной группе индивидуальных психологов, а в 1925 году опубликовала статью в «Международном журнале индивидуальной психологии» о социологических основах «мужского протеста». С 1929 по 1931 годы её муж Дьюла проживал в Москве, в 1933 году бежал из Третьего Рейха после прихода к власти НСДАП и осел в СССР. В 1934 году Валентина последовала за мужем, перебравшись в СССР через Швецию. Устроилась работать редактором в издательстве Иностранных рабочих в Москве.
22 января 1937 года Адлер и Шаш были арестованы и отправлены в Лубянскую тюрьму, где Валентину допрашивали. Поводом для ареста стало сотрудничество с Карлом Радеком, которого, в свою очередь, подозревали в поддержке троцкизма. Валентина вынуждена была сообщить своим родителям о произошедшем. Дело вёл 3-й отдел ГУГБ НКВД. Позднее Валентину перевели в «Бутырку», где она познакомилась с Сюзанной Леонард.
Решением Военной коллегии Верховного суда СССР от 19 сентября 1937 года Валентина Адлер по пунктам 10 и 11 статьи 58 УК РСФСР была приговорена к 8 годам лагерей за контрреволюционную деятельность: в частности, за «троцкистскую вылазку в печати» и за использование своей квартиры «троцкистами для нелегальной переписки троцкистов с заграничным троцкистским центром». Наказание она отбывала в лагере города Акмолинск. Шаш был, в свою очередь, сослан в город Свободный, где и умер 26 августа 1943 года.
В 1952 году видные общественные деятели, среди которых были Альберт Эйнштейн и та же Сюзанна Леонард, попросили СССР сообщить о судьбе Валентины Адлер. В итоге было сообщено, что 6 июля 1942 года Адлер после продолжительной болезни умерла в Акмолинске (некоторые утверждают, что она была расстреляна). Решением той же Военной коллегии Верховного суда СССР Валентина Адлер была реабилитирована 11 августа 1956 посмертно.